# John van den Akker
John van den Akker, né le 30 mai 1966 à Veldhoven aux Pays-Bas, est un coureur cycliste néerlandais, professionnel de 1988 à 1997.

## Palmarès
- 1986
  - Circuit de Campine
  - Ronde van Midden-Nederland
  - 8e étape secteur b du Tour du Hainaut occidental
  - Tour de l'Empordà
  - Vaux-Eupen-Vaux
  - 2e de Romsée-Stavelot-Romsée
- 1987 
  - 3e étape de l'Olympia's Tour
  - Challenge de Hesbaye
  - 2e du Circuit de Campine
  - 2e de Romsée-Stavelot-Romsée
- 1988
  - Circuit du Meetjesland
- 1989
  - 2eb étape du Tour de Catalogne (contre-la-montre par équipes)
  - 2e du Ronde van Midden-Zeeland
  - 3e du Grand Prix de l'Escaut
- 1990
  - 5e étape de l'Étoile de Bessèges
  - 5e étape du Tour de Murcie
  - 3e de Paris-Camembert
- 1991
  - 3e du Mémorial Rik Van Steenbergen
- 1992
  - 2e du Tour de Luxembourg
- 1994
  - Hel van het Mergelland
- 1995
  - 2e du Hel van het Mergelland
  - 3e du Grand Prix de Hannut
- 1997
  - Tour du Limbourg
  - 4e étape de l'Olympia's Tour
  - 13e étape de la Commonwealth Bank Classic
  - 2e de l'Olympia's Tour
  - 3e du Hel van het Mergelland
- 1998
  - 6e étape de l'Olympia's Tour
  - 2e du Grand Prix Ost Fenster
  - 3e du Tour de la province de Liège
- 1999
  - 3e étape du Tour de Tarragone
  - 2e de l'Omloop Houtse Linies

## Résultats sur les grands tours

### Tour de France
1 participation
- 1993 : 80e

### Tour d'Espagne
2 participations
- 1990 : 110e
- 1991 : 91e